# Liste der Bodendenkmale in Garrel
In der Liste der Bodendenkmale in Garrel sind die Bodendenkmale der niedersächsischen Gemeinde Garrel aufgeführt. Die Quelle ist der Denkmalatlas Niedersachsen.
- Bitte beachten Sie, dass diese Liste keinen Anspruch auf Vollständigkeit erhebt.
- Die Angaben ersetzen nicht die rechtsverbindliche Auskunft der zuständigen Denkmalschutzbehörde.
- Es sind nur Daten aus dem Denkmalatlas verarbeitet.
- Der Stand der Liste ist der 18. April 2025.

Garrel im Landkreis Cloppenburg

## Allgemein
In den Spalten finden sich folgende Informationen des Bodendenkmales:
| Lage         | geographische Koordinaten                                                           |
| Bezeichnung  | Bezeichnung lt. Denkmalatlas                                                        |
| Beschreibung | Beschreibung lt. Denkmalatlas                                                       |
| ID           | Objekt-ID                                                                           |
| Bild         | Bild, ggf. zusätzlich mit Link zu weiteren Fotos im Medienarchiv Wikimedia Commons. |

## Garrel
| Lage                        | Bezeichnung         | Beschreibung                                                           | ID       | Bild |
| --------------------------- | ------------------- | ---------------------------------------------------------------------- | -------- | ---- |
| 52° 53′ 11″ N, 7° 59′ 55″ O | Garrel 1, Grabhügel | Durchmesser ca. 20 m und Höhe ca. 1,3 m. Annähernd rund, Einkuhlungen. | 28925922 | BW   |